# Callionymus sphinx
Callionymus sphinx is een straalvinnige vissensoort uit de familie van pitvissen (Callionymidae). De wetenschappelijke naam van de soort is voor het eerst geldig gepubliceerd in 1984 door Fricke & Heckele.